# Israël op de Olympische Zomerspelen 2012
Israël neemt deel aan de Olympische Zomerspelen 2012 in Londen, Verenigd Koninkrijk.

## Deelnemers en resultaten
(m) = mannen, (v) = vrouwen

### Atletiek
| Olympiër         | Onderdeel                | Resultaat | Prestatie                            |
| ---------------- | ------------------------ | --------- | ------------------------------------ |
| Donald Sanford   | 400m (m)                 | 27e       | serie 3: 5de in 45,71                |
| Zohar Zemiro     | marathon (m)             | 81e       | 2:34.59                              |
|                  |                          |           |                                      |
| Jillian Schwartz | polsstokhoogspringen (v) | 18e       | kwalificatie groep A: 10de met 4,40m |

### Badminton
| Olympiër        | Onderdeel     | Resultaat | Prestatie                                                                  |
| --------------- | ------------- | --------- | -------------------------------------------------------------------------- |
| Misha Zilberman | enkelspel (m) | 17e       | groep I: 3de V van DEN Jørgensen: 13-21, 13-21 V van SIN Wong: 9-21, 15-21 |

### Gymnastiek
| Olympiër                                                                                     | Onderdeel       | Resultaat | Prestatie |
| Ritmisch                                                                                     | Ritmisch        | Ritmisch  | Ritmisch |
| -------------------------------------------------------------------------------------------- | --------------- | --------- | --- |
| Neta Rivkin                                                                                  | individueel     | 7e        | kwalificatie: hoepel: 27,450 punten bal: 26,200 punten knots: 27,525 punten lint: 27,725 punten totaal: 108,900 punten finale: hoepel: 27,350 punten bal: 26,850 punten knots: 27,800 punten lint: 27 punten totaal: 109 punten |
| Moran Buzovsky Victoria Koshel Noa Palathcy Marina Shultz Polina Zakaluzny Eliora Zholkovski | team            | 8e        | kwalificatie: 5 ballen: 26,500 punten 3 linten,2 hoepels: 26,600 punten totaal: 53,100 punten finale: 5 ballen: 26,725 punten 3 linten,2 hoepels: 26,675 punten totaal: 53,400 punten |
| Turnen                                                                                       |                 |           | |
| Felix Aronovich                                                                              | individueel (m) | 32e       | kwalificatie: vloer: 14,033 punten paard voltige: 13,433 punten ringen: 14,100 punten sprong: 13,900 punten brug met gelijke leggers: 14,233 punten rekstok: 13,500 punten totaal: 83,199 punten |
| Alexander Shatilov                                                                           | individueel (m) | 12e       | kwalificatie: vloer: 15,633 punten paard voltige: 14,133 punten ringen: 14,033 punten sprong: 15,533 punten brug met gelijke leggers: 14,700 punten rekstok: 14 punten totaal: 89,032 punten finale: vloer: 15,600 punten paard voltige: 14,266 punten ringen: 14,033 punten sprong: 15,133 punten brug met gelijke leggers: 14,400 punten rekstok: 14,833 punten totaal: 88,432 punten |
| Alexander Shatilov                                                                           | vloer (m)       | 6e        | kwalificatie: 4de met 15,633 punten finale: 6de met 15,333 punten |
|                                                                                              |                 |           | |
| Valeria Maksyuta                                                                             | individueel (v) | 59e       | kwalificatie: vloer: 12,800 punten sprong: 9,433 punten brug met ongelijke leggers: 10,533 punten balk: 12,933 punten totaal: 45,699 punten |

### Judo
| Olympiër          | Onderdeel  | Resultaat | Prestatie |
| ----------------- | ---------- | --------- | --- |
| Tommy Arshansky   | -60kg (m)  | 9e        | 1ste ronde: vrij 2de ronde: W van NED Mooren: jury-beslissing 3de ronde: V van JPN Hiraoka: waza-ari                         |
| Golan Pollack     | -66kg (m)  | 33e       | 1ste ronde: V van FRA Larose: yuko                                                                                           |
| Soso Palelashvili | -73kg (m)  | 9e        | 1ste ronde: vrij 2de ronde: W van TUR Huysuz: waza-ari 3de ronde: V van JPN Nakaya: ippon                                    |
| Ariel Ze'evi      | -100kg (m) | 17e       | 1ste ronde: V van GER Peter: ippon                                                                                           |
|                   |            |           | |
| Alice Schlesinger | -63kg (v)  | 7e        | 1ste ronde: vrij 2de ronde: W van AUT Drexler: yuko kwartfinale: V van SLO Žolnir: ippon herkansingen: V van FRA Emane: yuko |

### Schietsport
| Olympiër      | Onderdeel           | Resultaat | Prestatie                                               |
| ------------- | ------------------- | --------- | ------------------------------------------------------- |
| Sergy Rikhter | 10m luchtgeweer (m) | 9e        | kwalificatie: 9de met 595 punten (99-98-98-100-100-100) |
| Sergy Rikhter | 50m liggend (m)     | 44e       | kwalificatie: 44ste met 587 punten (97-98-98-98-98-98)  |

### Synchroonzwemmen
| Olympiër                       | Onderdeel | Resultaat | Prestatie                                                                             |
| ------------------------------ | --------- | --------- | ------------------------------------------------------------------------------------- |
| Anastasia Gloushkov Inna Yoffe | duet      | 17e       | technische routine: 83,400 punten vrije routine: 83,520 punten totaal: 166,920 punten |

### Tennis
| Olympiër                 | Onderdeel      | Resultaat | Prestatie |
| ------------------------ | -------------- | --------- | --- |
| Jonathan Erlich Andy Ram | Dubbelspel (m) | 5e        | 1ste ronde: W van ESP Granollers/Lopez: 7-6(5), 7-6(3) 2de ronde: W van SUI Federer/Wawrinka: 1-6, 7-6(5), 6-3 kwartfinale: V van USA B Bryan/M Bryan: 7-6(4), 7-6(10) |
|                          |                |           | |
| Shahar Peer              | Enkelspel (v)  | 33e       | 1ste ronde: V van RUS Sjarapova: 2-6, 0-6 |

### Zeilen
| Olympiër                | Onderdeel        | Resultaat | Prestatie                                  |
| ----------------------- | ---------------- | --------- | ------------------------------------------ |
| Shahar Tzuberi          | RS:X (m)         | 19e       | 155 punten: (12-8-17-10-39-12-35-34-26-1)  |
| Gideon Kliger Eran Sela | 470 (m)          | 15e       | 112 punten: (17-11-17-11-2-14-5-12-28-23)  |
|                         |                  |           |                                            |
| Lee Korzits             | RS:X (v)         | 6e        | 56 punten: (1-3-7-2-2-11-2-1-9-8-18)       |
| Nufar Edelman           | laser radial (v) | 30e       | 237 punten: (33-33-33-34-29-3-34-28-18-26) |
| Vered Buskila Gil Cohen | 470 (v)          | 15e       | 105 punten: (3-21-10-19-4-12-15-12-17)     |

### Zwemmen
| Olympiër              | Onderdeel            | Resultaat | Prestatie                                                                          |
| --------------------- | -------------------- | --------- | ---------------------------------------------------------------------------------- |
| Nimrod Shapira Bar-Or | 200m vrije slag (m)  | 21e       | serie 3: 2de in 1.48,60                                                            |
| Yakov Toumarkin       | 100m rugslag (m)     | 24e       | serie 4: 6de in 54,91                                                              |
| Yakov Toumarkin       | 200m rugslag (m)     | 7e        | serie 5: 3de in 1.57,33 (NR) halve finale 1: 5de in 1.57,33 finale: 7de in 1.57,62 |
| Imri Ganiel           | 100m schoolslag (m)  | 32e       | serie 3: 7de in 1.02,07                                                            |
| Gal Nevo              | 200m vlinderslag (m) | 32e       | serie 1: 1ste in 1.59,98                                                           |
| Gal Nevo              | 200m wisselslag (m)  | 10e       | serie 5: 5de in 1.59,56 halve finale 1: 4de in 1.59,17                             |
| Gal Nevo              | 400m wisselslag (m)  | 10e       | serie 3: 3de in 4.14,77                                                            |
|                       |                      |           |                                                                                    |
| Amit Ivry             | 100m vlinderslag (v) | 18e       | serie 5: 7de in 58,78                                                              |
| Amit Ivry             | 200m wisselslag (v)  | 13e       | serie 3: 5de in 2.13,29 (NR) halve finale 1: 6de in 2.13,31                        |